# Pheidole longiceps
Pheidole longiceps är en myrart som beskrevs av Mayr 1876. Pheidole longiceps ingår i släktet Pheidole och familjen myror.

## Underarter
Arten delas in i följande underarter:
- P. l. doddi
- P. l. frontalis
- P. l. longiceps